# Apex Legends
Apex Legends ist ein Free-to-play-Spiel aus dem Battle-Royale-Genre, das von Respawn Entertainment entwickelt und von Electronic Arts veröffentlicht wurde. Das Setting basiert auf dem Titanfall-Universum. Das Spiel wurde am 4. Februar 2019 angekündigt und noch am selben Tag für Windows, Xbox One und PlayStation 4 veröffentlicht. Am 10. März 2021 erschien eine Portierung für die Nintendo Switch.

## Handlung
Apex Legends spielt 30 Jahre nach Titanfall 2. Der Spieler ist in den Outlands unterwegs. Dort kämpfen 27 legendäre Charaktere in Teams mit je drei oder zwei Mitgliedern in einer Arena ums Überleben.

## Spielprinzip
Apex Legends ist ein Battle-Royale-Spiel, das in der Egoperspektive gespielt wird. Es handelt sich um ein reines Mehrspieler-Spiel: In Teams aus jeweils zwei bis drei Spielern starten bis zu 60 Spieler gleichzeitig auf der Karte ohne Waffen und Munition und wählen vor dem Start einen von aktuell 27 Helden-Charakteren aus (Stand Mai 2025). Jeder Charakter verfügt über drei Fähigkeiten: eine passive, die dauerhaft zur Verfügung steht, eine taktische mit kurzer bis mittlerer Abklingzeit, und eine ultimative Fähigkeit, die nur wenige Male pro Spiel einsetzbar ist.
Das Spielziel ist es die anderen Teams zu besiegen, wobei die dazu benötigte Ausrüstung und Waffen erst auf dem Spielfeld gesammelt werden müssen (sogenannten Loot). Das Team, das als letztes übrig bleibt, gewinnt die Runde. Der Spielbereich wird im Laufe der Zeit durch einen sich zusammenziehenden Ring immer weiter verengt; Spieler in der Zone, also außerhalb des Ring, erhalten Schaden, so dass ein längerer Aufenthalt dort nicht möglich ist, wodurch Gegner irgendwann zwangsläufig aufeinander treffen.
Im Vergleich zu anderen Battle-Royale-Spielen können Teammitglieder auch für einen bestimmten Zeitraum wiederbelebt werden. Jede Spielfigur kann nur einmal pro Team ausgewählt werden und hat spezielle Fähigkeiten für den Angriff oder die Verteidigung. Einige Bewegungsmuster wie die Wandläufe wurden nicht aus bisherigen Spielen der Titanfall-Serie übernommen. Auch die serientypischen „Titan“-Kampfroboter sind nicht Teil des Spiels. Titans, Wandläufe und Doppelsprünge, die aus Titanfall bekannt sind, wurden entfernt, da sie dem fairen Gameplay geschadet hätten.

### Spielmodi
Wie auch andere Battle-Royale-Spiele ist das Spiel in Seasons (engl. für Saisons) eingeteilt, die dem Spiel zu bestimmten Zeiträumen unterschiedliche Dinge, wie neue Charaktere, Items und Waffen, Skins etc. hinzufügen und für die jeweils ein Battle Pass käuflich erworben werden kann. Seit der neunten Saison gibt es den Spielmodus „Arenas“, in dem Teams aus 3 Spielern gegeneinander antreten.

#### Ranglistenmodus
Mit Saison 2 (Juli 2019) wurde ein Ranglistenmodus eingeführt, der Spielern ermöglichen soll, mit ungefähr gleichstarken Gegnern zusammen spielen zu können.
Spieler erhalten Rangpunkte basierend auf ihrer Leistung im Spiel (Platzierung, Kills) und steigen dadurch in Ligen auf (Bronze, Silber, Gold, Platin, Diamant, Master, „Apex Predator“). Da in jeder Liga, außer der Bronze-Liga eine bestimmte Anzahl Rangpunkte als „Eintrittskosten“ für Partien fällig werden, steigen Spieler nur so lange auf, wie sie ein Netto-Plus (Eintrittskosten minus erzielte Rangpunkte) im Match erringen können. Im Ranglistenmodus werden vorrangig Spieler gleichen Rangs zusammengeführt, so dass sich nach einer Einführungsphase für Spieler jedes Niveaus ein ausgeglichenes Spielerlebnis einstellen sollte.
In Saison 3 (Oktober 2019) wurde der Ranglistenmodus leicht überarbeitet: Es gab Anpassungen an den Eintrittskosten; Assists tragen wie Kills zu den Rangpunkten bei; Spielern in der Liga „Predator“ wird ihre genaue Position auf der Rangliste angezeigt, wobei es separate Ranglisten für jede Plattform gibt. Außerdem wurden Maßnahmen verschärft, die Spieler bestrafen, die vorzeitig ein Spiel verlassen (Timeouts, Banning).
Mit der Saison 4 (Februar 2020) wurde der Master Rang in das Spiel gebracht. Dieser ist nun an der Stelle von „Apex Predator“, der höchste Rang im Spiel. Als „Apex Predator“ dürfen sich fortan nur noch die besten 500 Spieler der jeweiligen Plattform bezeichnen. Außerdem sind ab diesem Zeitpunkt die Ranglisten-Serien in zwei Abschnitte aufgeteilt, in denen sich die gespielten Maps ändern.

#### Arenamodus
Am 4. Mai 2021 wurde dem Spiel im Zuge eines Entwicklerupdates, neben der Einführung eines neuen Charakters, ein neuer Spielmodus hinzugefügt. Bei diesem müssen jeweils drei Spieler zweier Teams auf einer im Vergleich zu den bisherigen Spielkarten kleineren Karte gegeneinander antreten. Die neue Spielart ist durch Faktoren wie die kleinere Anzahl an Teams und die Größe der Karte taktischer geprägt, als der Battle-Royale-Modus.
Das Ziel des rundenbasierten Spielmodus besteht darin, das gesamte gegnerische Team auszuschalten, um damit einzelne Runden für sich zu entscheiden. Pro gewonnene Runde erhält das siegreiche Team einen Siegpunkt. Den Gesamtsieg über das Match erreicht ein Team, indem es mindestens drei Spielrunden gewonnen hat und einen Abstand von zwei Siegpunkten auf das gegnerische Team erlangt hat. Ist dies bis zum Ende der achten Runde nicht gewährleistet, weil die beiden Teams ausgeglichen stehen, entscheidet eine neunte Runde im Stil des Sudden Death.
Neben den Veränderungen im Spielsystem wurde auch das Beutesystem für den Arenamodus angepasst. So wurden Kaufphasen zu Beginn einer Runde eingeführt, in denen man mit einer eigenen Währung Waffen und Ausrüstung aus einem begrenzten Ausrüstungsreservoir kaufen kann. Im Laufe der Runden können die Spieler durch Aufsammeln und gute Leistungen im Spiel mehr Währung für die Kaufphase erlangen und damit ihre Siegchancen verbessern.

### Charaktere
Das Spiel verfügt über Helden-Charaktere, die sogenannten Legenden, von denen einige sofort und der größere Teil nach Bezahlung von virtueller (erspielbarer) oder realer Währung freigeschaltet werden kann. Die Charaktere gehören verschiedenen Klassen an, was für das Erreichen bestimmter Errungenschaften im Spiel (Achievements) relevant ist. Für ein Team kann es von Vorteil sein, mehrere Klassen abzudecken, um flexibler agieren zu können.

### Karten
Es existieren insgesamt fünf verschiedene Karten, auf denen gespielt werden kann: Königsschlucht (Kings Canyon), Rand der Welt (Worlds Edge), Olympus, Sturmpunkt (Storm Point) und Zerstörter Mond (Broken Moon). Über die verschiedenen Saisons wurden sie eingefügt und zum Teil großflächig verändert. Nicht alle Karten sind gleichzeitig verfügbar, je nach Saison variiert die Auswahl zwischen einer und drei Karten. Im Ranglistenspiel ist die Karte für einen Split (eine halbe Saison) immer festgelegt. Die Kartenrotation erfolgt über die Zeit, z. B. konnte der Spieler in Saison 6 anderthalb Stunden auf der Karte Königsschlucht spielen, danach anderthalb Stunden auf Rand der Welt.

### Waffen
Die Waffen in Apex Legends werden in die Kategorien Pistolen, Sturmgewehre, Maschinenpistolen, Scharfschützengewehre, Präzisionswaffen, Schrotflinten und Leichte Maschinengewehre (LMG) eingeteilt. Neben den Schusswaffen hat der Spieler die Möglichkeit, mit diversen Granaten, per Faustschlag, Tritt oder mithilfe der  unterschiedlichen Fähigkeiten der Legenden dem Gegner Schaden zuzufügen.

## Entwicklung und Veröffentlichung
Das Entwicklerstudio Respawn Entertainment hatte zuvor Titanfall (2014) und Titanfall 2 (2016) entwickelt. 2017 kaufte Publisher Electronic Arts das Studio. Obwohl der letzte Serienteil nicht die Umsatzerwartung von Electronic Arts erfüllte, wurde zunächst an Titanfall 3 gearbeitet. Durch den Erfolg von PlayerUnknown’s Battlegrounds und dem Battle-Royale-Genre wurde daraufhin jedoch entschieden, sich auf diese Art von Spiel zu konzentrieren. Derzeit ist nach Aussage der Entwickler daher kein Titanfall 3 mehr in Arbeit.
Die Entwicklung und Existenz des Spiels wurde bis zur Veröffentlichung am 4. Februar 2019 geheim gehalten. Dies ist für einen Publisher wie Electronic Arts ungewöhnlich, da hier meist zuvor große Werbekampagnen und Vorbestellaktionen durchgeführt werden. Drew McCoy, Produzent von Apex Legends, erklärte in einem Interview hierzu, dass die Entwickler die Veröffentlichung genau so gewollt hätten, damit sich Spieler vom ersten Tag an selbst eine Meinung über das Spiel bilden können. Gleichzeitig wolle man das Spiel einige Jahre unterstützen und mit neuen Inhalten versorgen.
Auf serientypische Elemente wie spezielle Bewegungsmuster (an der Wand laufen) oder die Titan-Kampfroboter wurde verzichtet. Das Spiel soll bis mindestens 2027 laufen und in Saisons unterteilt werden und durch Downloadable Content erweitert werden können. Am 6. Oktober 2020 wurde die Crossplay Funktion zwischen Plattformen freigeschaltet.
Zusätzlich wurde im Frühjahr 2021 eine Betaversion für Android in bestimmten Regionen veröffentlicht.

### Finanzierung
Apex Legends kann als Free-to-play-Titel kostenlos gespielt werden und finanziert sich durch Mikrotransaktionen und Lootboxen. Spieler können virtuelle Währung sammeln und hiermit neue Charaktere oder kosmetische Gegenstände freischalten. Die Zusatzinhalte können auch mit Echtgeld gekauft werden und beeinflussen das Aussehen der Spielfiguren und Waffen, nicht jedoch deren Fähigkeiten oder Stärke im Spiel. Nach Aussage des Publishers sei somit kein Pay-to-win möglich.

## Rezeption

### Spielerzahlen
Bereits acht Stunden nach Release hatten über eine Million Spieler den Titel gespielt und war das meistgestreamte Spiel zu der Zeit auf Twitch. Zwei Tage nach Release wurde zudem bekannt gegeben, dass bereits über 2,5 Millionen Spieler Apex Legends gespielt haben, von denen bis zu 600.000 gleichzeitig online waren. Nach 3 Tagen erreichte das Spiel über 10 Millionen Spieler und legte damit einen besseren Start als Fortnite hin. Nach einer Woche erreichte der Titel den Meilenstein von 25 Millionen Spielern. Anfang März wurde der Meilenstein von 50 Millionen Spielern erreicht.

### Kritiken
Das Spiel wird von den Medien als ein weiterer Klon von PlayerUnknown’s Battlegrounds beschrieben, der neben Battle Royale auch weitere Trends der letzten Jahre ausnutzt, wie zum Beispiel das Verwenden von Helden-Charakteren. Im Gegensatz zu Titanfall wird auf eine bunte Comicgrafik gesetzt. Gelobt wird die Einführung von Helden-Klassen, die an Overwatch erinnert, und dass die käuflich zu erwerbenden Inhalte erstmal nur optische Änderungen bewirken oder auch durch das Spielen fair freigeschaltet werden können.
In den Kritiken zum Spiel wird vor allem die saubere technische Umsetzung gelobt. Auch das kooperative Gameplay kam bei Testern gut an. Negativ wurden bislang langatmige Phasen im Spiel bewertet, in denen man länger auf keine Gegner trifft, und die Tatsache, dass es bisher nur einen Spielmodus und eine Karte gibt. Bei Metacritic hat Apex Legends derzeit eine aggregierte Wertung von 88 aus 100 Punkten.